# Герб Черепина (Львівська область)
Герб Черепина — офіційний символ села Черепин Львівської області, затверджений 16 серпня 2005 року сесією Давидівської сільської ради.
Автор — А. Гречило.

## Опис
У щиті, розтятому на зелене і червоне поля, дві скошені навхрест золоті сокири.

## Зміст
Основою для сучасних символів став сюжет із давньої печатки сільської громади. Сокири були обрані як атрибути поширеного в селі столярного та деревообробного промислів.